# 홍경
홍경(한국 한자: 紅炅, 영어: Hong Kyung, 1996년 2월 14일 ~ )은 대한민국의 배우이다.

## 학력
- 배문고등학교 (졸업)
- 한양대학교 연극영화학과 (졸업)

## 출연작

### 드라마
- 《학교 2017》 (2017년, KBS2) - 원병구 역
- 《뇌맘대로 로맨스 LR》 (2017년, 웹드라마) - 태우 역
- 《당신이 잠든 사이에》 (2017년, SBS) - 탈영병 역
- 《저글러스》 (2017년, KBS2) - 좌태이 역
- 《그냥 사랑하는 사이》 (2017년, JTBC) - 최성재 역
- 《라이브》 (2018년, tvN) - 만용 역
- 《라이프 온 마스》 (2018년, OCN) - 오영수 역
- 《동네변호사 조들호 2: 죄와 벌》 (2019년, KBS2) - 백승훈 역
- 《호텔 델루나》 (2019년, tvN) - 빵집 남자 역 (특별출연)
- 《홍천기》 (2021년, SBS) - 최정 역
- 《약한영웅 Class 1》 (2022년, wavve) - 오범석 역
- 《악귀》 (2023년, SBS) - 이홍새 역

### 영화
- 《결백》 (2020년) - 정수 역
- 《정말 먼 곳》 (2021년) - 현민 역
- 《보이스》 (2021년) - 취준생 역
- 《댓글부대》 (2024.3.27) - 팹택 역
- 《청설》 (2024.11.6) - 용준 역
- 《이 별에 필요한》 (2025) - 제이 역 (목소리)
- 《굿뉴스》 (2025) - 서고명 역

## 수상 및 후보
| 연도 | 시상식              | 부문                                       | 작품             | 결과 |
| ---- | ------------------- | ------------------------------------------ | ---------------- | ---- |
| 2020 | 제29회 부일영화상   | 신인남우상                                 | 결백             | 후보 |
| 2021 | 제41회 청룡영화상   | 신인남우상                                 | 결백             | 후보 |
| 2021 | 제26회 춘사영화제   | 신인남우상                                 | 결백             | 후보 |
| 2021 | 제57회 백상예술대상 | 영화부문 남자 신인연기상                   | 결백             | 수상 |
| 2021 | 제30회 부일영화상   | 신인남자연기상                             | 정말 먼 곳       | 후보 |
| 2023 | 제59회 백상예술대상 | TV부문 남자 신인연기상                     | 약한영웅 Class 1 | 후보 |
| 2023 | SBS 연기대상        | 미니시리즈 장르&액션 부문 남자 우수 연기상 | 악귀             | 수상 |